# Seraucourt-le-Grand
Pour l’article homonyme, voir Seraucourt.
Pour l’article ayant un titre homophone, voir Serocourt.
Seraucourt-le-Grand est une commune française située dans le département de l'Aisne, en région Hauts-de-France.

## Géographie

### Communes limitrophes
|             | Fontaine-lès-Clercs | Contescourt      |
| Happencourt | Seraucourt-le-Grand | Essigny-le-Petit |
|             | Artemps             | Clastres         |

### Hydrographie

#### Réseau hydrographique
La commune est située dans le bassin Artois-Picardie. Elle est drainée par la Somme la rivière, le canal de St-Quentin vers la Somme le canalisée, le ruisseau du Marais des Foins et un autre petit cours d'eau.
La Somme est un fleuve du nord de la France, en région Hauts-de-France, qui traverse les deux départements de l'Aisne et de la Somme. Il prend sa source dans la commune de Fonsomme et se jette  dans la Manche par la baie de Somme entre Le Crotoy et Saint-Valery-sur-Somme.
Le canal de Saint-Quentin, long de 92,5 km, assure la jonction entre l'Oise, la Somme et l'Escaut et met en relation le Bassin parisien, le Nord de la France et la Belgique.

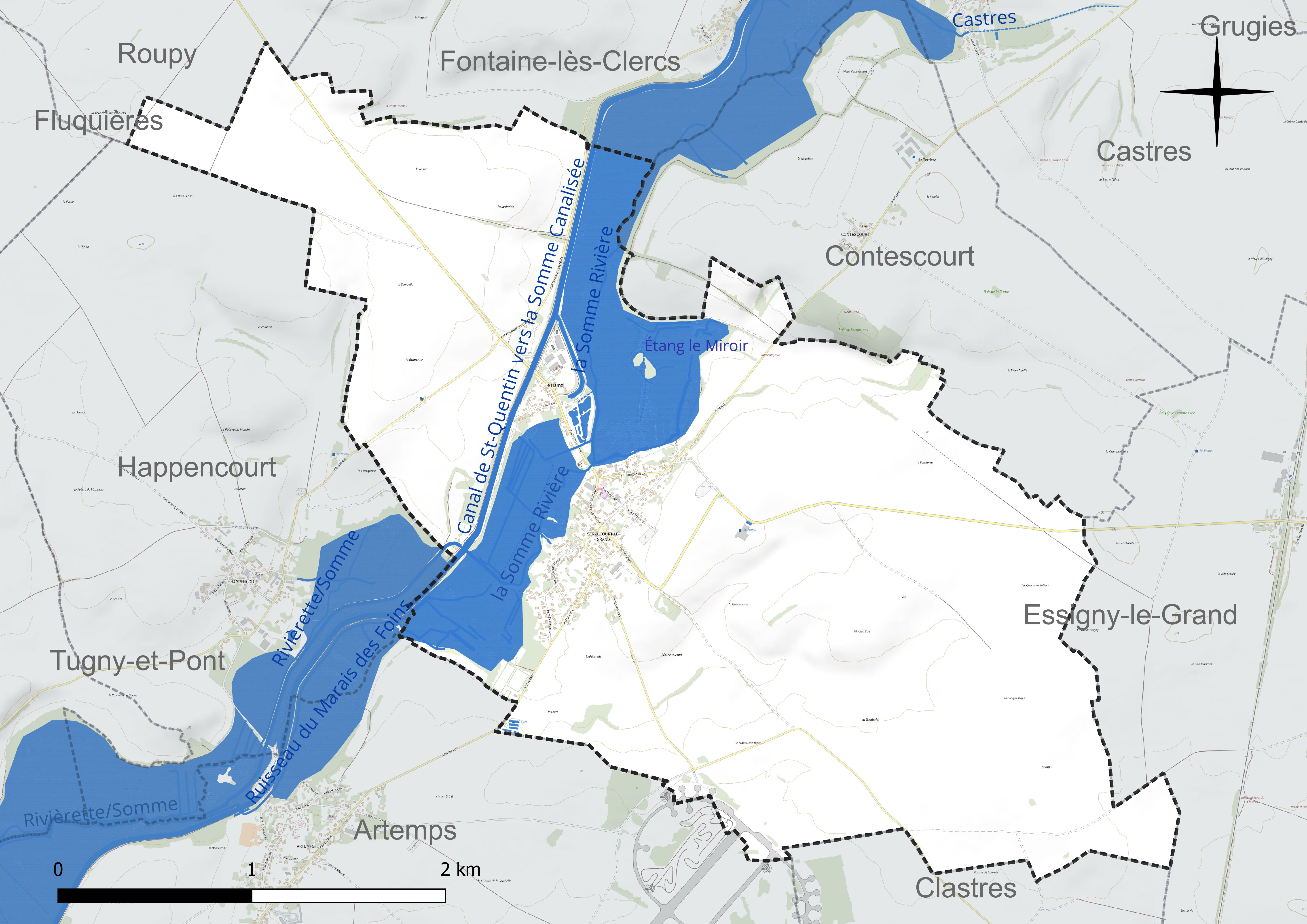
Réseau hydrographique de Seraucourt-le-Grand.

Un plan d'eau complète le réseau hydrographique : l'étang le Miroir (0,5 ha),.

#### Gestion et qualité des eaux
Le territoire communal est couvert par le schéma d'aménagement et de gestion des eaux (SAGE) « Haute Somme ». Ce document de planification concerne un territoire de 1 798 km2 de superficie, délimité par le bassin versant de la Haute Somme est constitué d'un réseau hydrographique complexe de cours d'eau, de marais, d'étangs et de canaux. Le périmètre a été arrêté le 21 avril 2006 et le SAGE proprement dit a été approuvé le 15 juin 2017. La structure porteuse de l'élaboration et de la mise en œuvre est le syndicat mixte d'aménagement hydraulique du bassin versant de la Somme (AMEVA).
La qualité des cours d'eau peut être consultée sur un site dédié géré par les agences de l'eau et l'Agence française pour la biodiversité.

### Climat
Pour des articles plus généraux, voir Climat des Hauts-de-France et Climat de l'Aisne.
En 2010, le climat de la commune est de type climat océanique dégradé des plaines du Centre et du Nord, selon une étude du CNRS s'appuyant sur une série de données couvrant la période 1971-2000. En 2020, Météo-France publie une typologie des climats de la France métropolitaine dans laquelle la commune est dans une zone de transition entre le climat océanique et le climat océanique altéré et est dans la région climatique Nord-est du bassin Parisien, caractérisée par un ensoleillement médiocre, une pluviométrie moyenne régulièrement répartie au cours de l'année et un hiver froid (3 °C).
Pour la période 1971-2000, la température annuelle moyenne est de 10,3 °C, avec une amplitude thermique annuelle de 15,1 °C. Le cumul annuel moyen de précipitations est de 700 mm, avec 11,3 jours de précipitations en janvier et 8,7 jours en juillet. Pour la période 1991-2020, la température moyenne annuelle observée sur la station météorologique la plus proche, située sur la commune de Fontaine-lès-Clercs à 3 km à vol d'oiseau, est de 10,8 °C et le cumul annuel moyen de précipitations est de 683,4 mm,. Pour l'avenir, les paramètres climatiques de la commune estimés pour 2050 selon différents scénarios d'émission de gaz à effet de serre sont consultables sur un site dédié publié par Météo-France en novembre 2022.

## Urbanisme

### Typologie
Au 1er janvier 2024, Seraucourt-le-Grand est catégorisée commune rurale à habitat dispersé, selon la nouvelle grille communale de densité à 7 niveaux définie par l'Insee en 2022.
Elle est située hors unité urbaine. Par ailleurs la commune fait partie de l'aire d'attraction de Saint-Quentin, dont elle est une commune de la couronne,. Cette aire, qui regroupe 120 communes, est catégorisée dans les aires de 50 000 à moins de 200 000 habitants,.

### Occupation des sols
L'occupation des sols de la commune, telle qu'elle ressort de la base de données européenne d'occupation biophysique des sols Corine Land Cover (CLC), est marquée par l'importance des territoires agricoles (82,2 % en 2018), une proportion identique à celle de 1990 (82,2 %). La répartition détaillée en 2018 est la suivante : 
terres arables (82,2 %), forêts (12,3 %), zones urbanisées (4,2 %), zones industrielles ou commerciales et réseaux de communication (1,2 %).
L'évolution de l'occupation des sols de la commune et de ses infrastructures peut être observée sur les différentes représentations cartographiques du territoire : la carte de Cassini (XVIIIe siècle), la carte d'état-major (1820-1866) et les cartes ou photos aériennes de l'IGN pour la période actuelle (1950 à aujourd'hui).

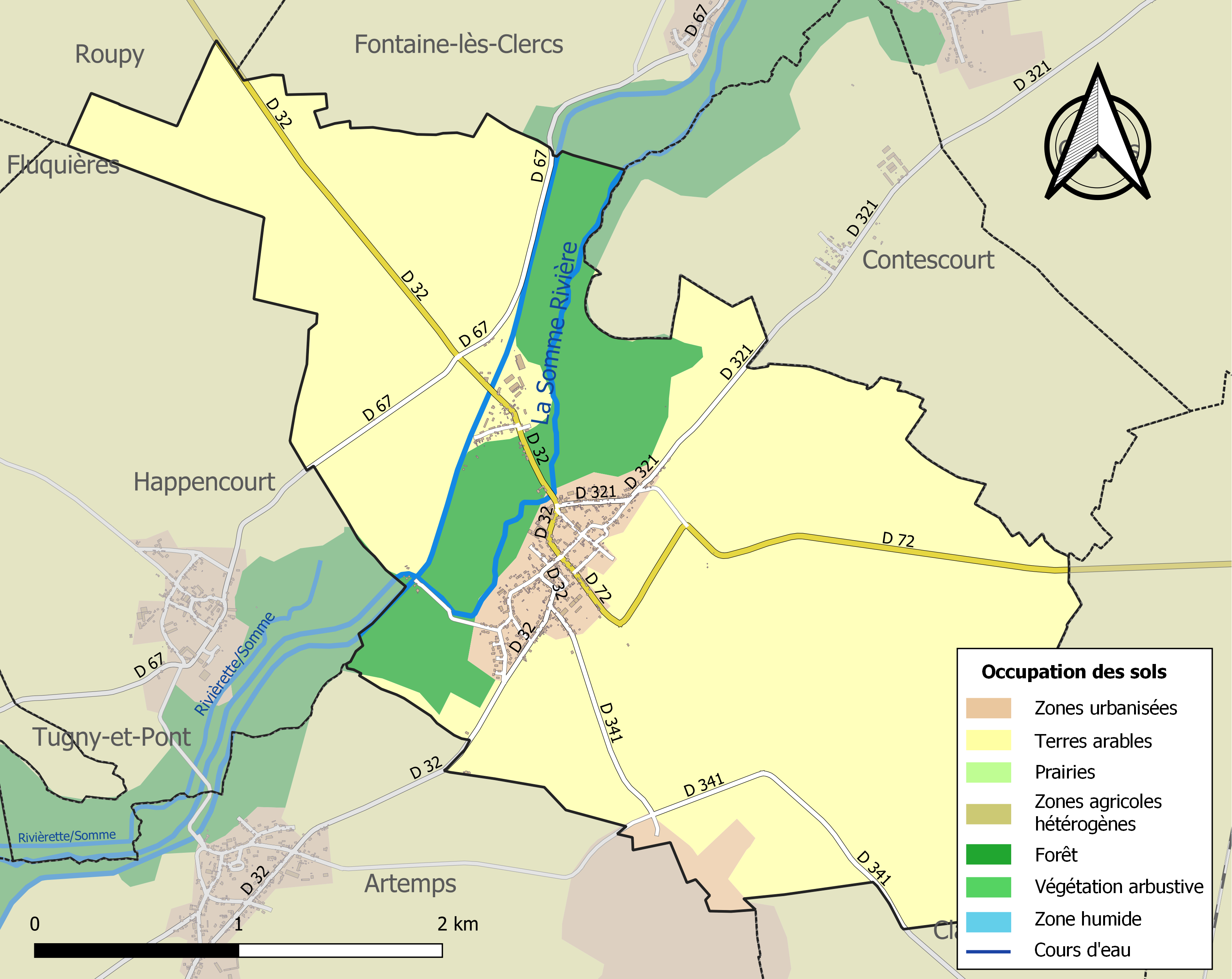
Carte de l'occupation des sols de la commune en 2018 (CLC).

## Toponymie
Le nom de la localité est attesté sous les formes Serocourt (1114) ; Serolcurt (1151) ; Serolcurtis (1151) ; Seroucurt (1155) ; Serocort (1189) ; Seroucort (1207) ; In territorio de Sohiercourt (1271) ; Seraulcourt (1560) ; Seraulcourt-le-Grand (XVIIIe siècle).
Hamet ou Petit-Seraucourt, hameau de la commune, est attesté sous les formes Curtis que dicitur Hamel (1184) ; Hamelum (1188) ; Petit-Seraucourt (1475) ; Petit-Seraulcourt (1503) ; Seraulcourt-le-Petit (1583) ; Hamelet (1786).
Une carte du Vermandois datant de 1558 nous apprend que le village actuel était à l'époque composé de deux villages : Straucourt le Grand et Straucourt le Petit[réf. nécessaire].

On trouve dans les archives datant de la Première Guerre mondiale une variation de nom : Seraucourt-le-Grand est souvent mentionné comme Grand Séraucourt[réf. nécessaire].

## Histoire
Comme de nombreux villages sur le cours de la Somme, Seraucourt-le-Grand a possédé un moulin dont il reste les vestiges en aval du pont.

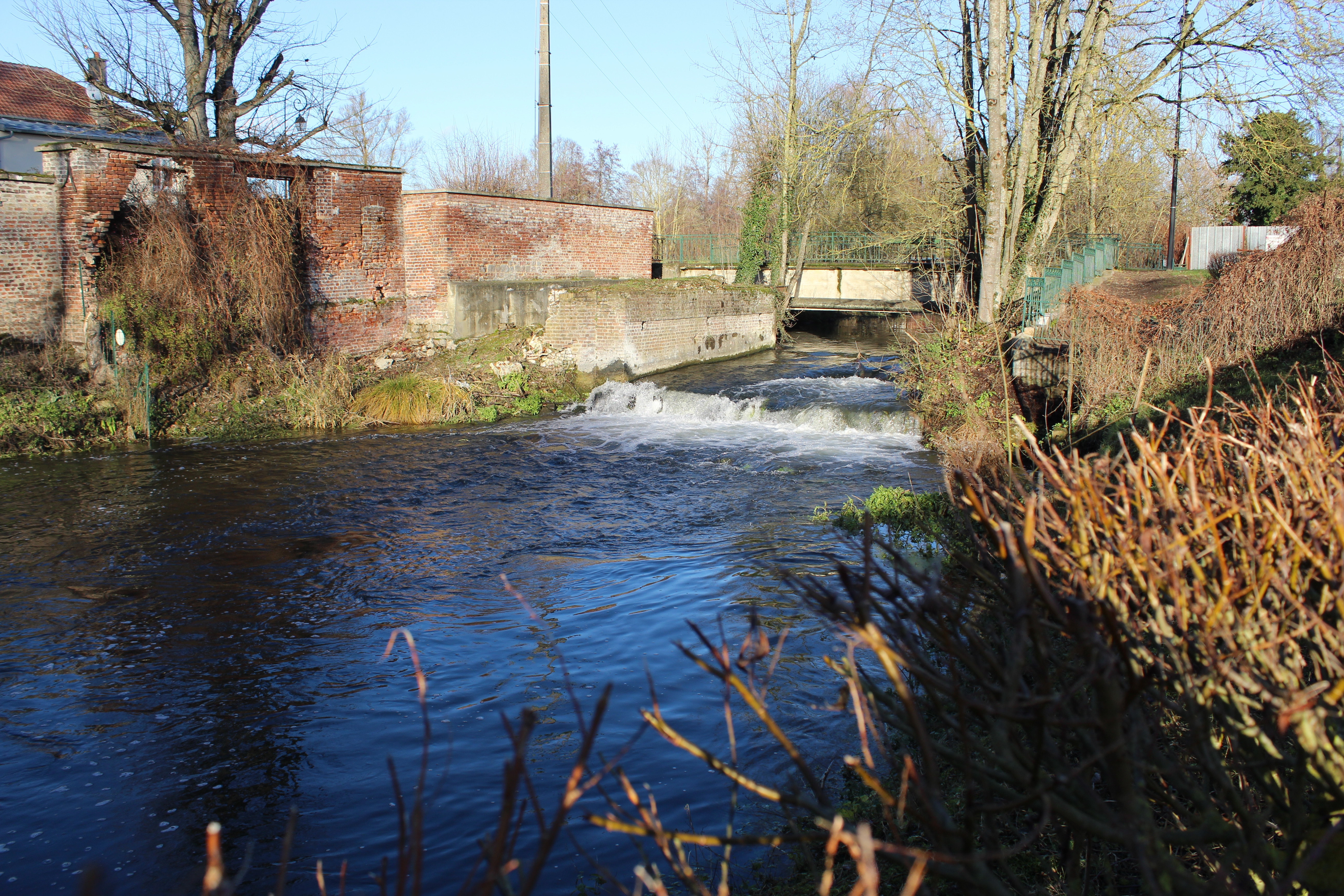
Vestiges du moulin.
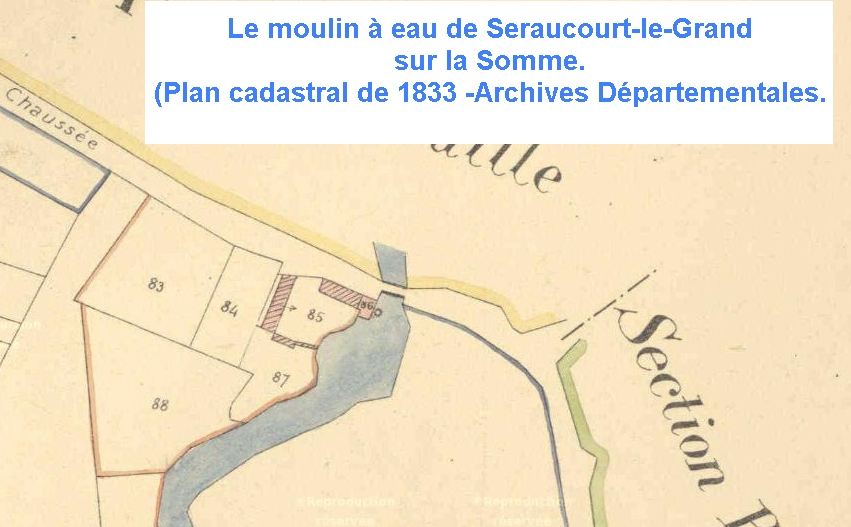
Le  moulin à eau sur le plan cadastral de 1833.
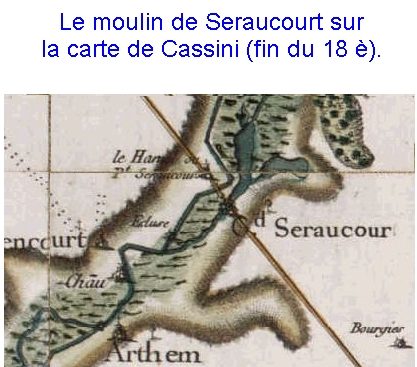
Le moulin sur la carte de Cassini.

Le village a été totalement rasé pendant la Première Guerre mondiale.

## Politique et administration

La communauté d'agglomération du Saint-Quentinois dans le département de l'Aisne.

### Rattachements administratifs et électoraux
La commune se trouve dans l'arrondissement de Saint-Quentin du département de l'Aisne. Pour l'élection des députés, elle fait partie de la deuxième circonscription de l'Aisne.
Elle faisait partie depuis 1801 du canton de Saint-Simon. Dans le cadre du redécoupage cantonal de 2014 en France, elle fait désormais partie du canton de Ribemont.

### Intercommunalité
La commune faisait partie de la communauté de communes du canton de Saint-Simon (C32S), créée fin 1994.
Dans le cadre des dispositions de la loi portant nouvelle organisation territoriale de la République (Loi NOTRe) du 7 août 2015, qui prévoit que les établissements publics de coopération intercommunale (EPCI) à fiscalité propre doivent avoir un minimum de 15 000 habitants (sous réserve de certaines dérogations bénéficiant aux territoires de très faible densité), le préfet de l'Aisne a adopté un nouveau schéma départemental de coopération intercommunale par arrêté du 30 mars 2016 qui prévoit notamment la fusion de la  communauté de communes du canton de Saint-Simon et de la communauté d'agglomération de Saint-Quentin, aboutissant au regroupement de 39 communes comptant 83 287 habitants.
Cette fusion est intervenue le 1er janvier 2017, et la commune est désormais membre de la communauté d'agglomération du Saint-Quentinois.

### Liste des maires
| Période                                  | Période                       | Identité         | Étiquette | Qualité                                                  |
| ---------------------------------------- | ----------------------------- | ---------------- | --------- | -------------------------------------------------------- |
| Les données manquantes sont à compléter. |                               |                  |           |                                                          |
| mars 1983                                | mars 2001                     | Alain de Rubiana |           |                                                          |
| mars 2001                                | mars 2008                     | Paul Remy        |           |                                                          |
| mars 2008                                | mai 2012                      | Patrick Pavie    |           | Décédé en fonction                                       |
| 2012                                     | En cours (au 13 juillet 2020) | Roger Lurin      | DVD       | Chef de chantier retraité Réélu pour le mandat 2020-2026 |

## Démographie
L'évolution du nombre d'habitants est connue à travers les recensements de la population effectués dans la commune depuis 1793. Pour les communes de moins de 10 000 habitants, une enquête de recensement portant sur toute la population est réalisée tous les cinq ans, les populations de référence des années intermédiaires étant quant à elles estimées par interpolation ou extrapolation. Pour la commune, le premier recensement exhaustif entrant dans le cadre du nouveau dispositif a été réalisé en 2005.

En 2022, la commune comptait 714 habitants, en évolution de −7,75 % par rapport à 2016 (Aisne : −1,97 %, France hors Mayotte : +2,11 %).
| 1793 | 1800 | 1806 | 1821 | 1831 | 1836 | 1841  | 1846  | 1851  |
| ---- | ---- | ---- | ---- | ---- | ---- | ----- | ----- | ----- |
| 601  | 426  | 693  | 729  | 897  | 948  | 1 080 | 1 111 | 1 176 |

| 1856  | 1861  | 1866  | 1872  | 1876  | 1881  | 1886  | 1891  | 1896  |
| ----- | ----- | ----- | ----- | ----- | ----- | ----- | ----- | ----- |
| 1 243 | 1 543 | 1 472 | 1 486 | 1 492 | 1 320 | 1 439 | 1 376 | 1 428 |

| 1901  | 1906  | 1911  | 1921 | 1926 | 1931 | 1936 | 1946 | 1954 |
| ----- | ----- | ----- | ---- | ---- | ---- | ---- | ---- | ---- |
| 1 460 | 1 404 | 1 272 | 461  | 580  | 556  | 550  | 546  | 618  |

| 1962 | 1968 | 1975 | 1982 | 1990 | 1999 | 2005 | 2006 | 2010 |
| ---- | ---- | ---- | ---- | ---- | ---- | ---- | ---- | ---- |
| 615  | 540  | 544  | 614  | 738  | 715  | 783  | 784  | 789  |

| 2015 | 2020 | 2022 | - | - | - | - | - | - |
| ---- | ---- | ---- | - | - | - | - | - | - |
| 777  | 729  | 714  | - | - | - | - | - | - |

## Culture locale et patrimoine

### Lieux et monuments
- Église Saint-Martin. L'édifice date du XVe siècle[28].
- Statue de la Vierge Marie.
- Croix de chemin au Hamel.
- Grand Seraucourt British Cemetery, cimetière de la guerre 1914-1918 de la Commonwealth War Graves Commission.

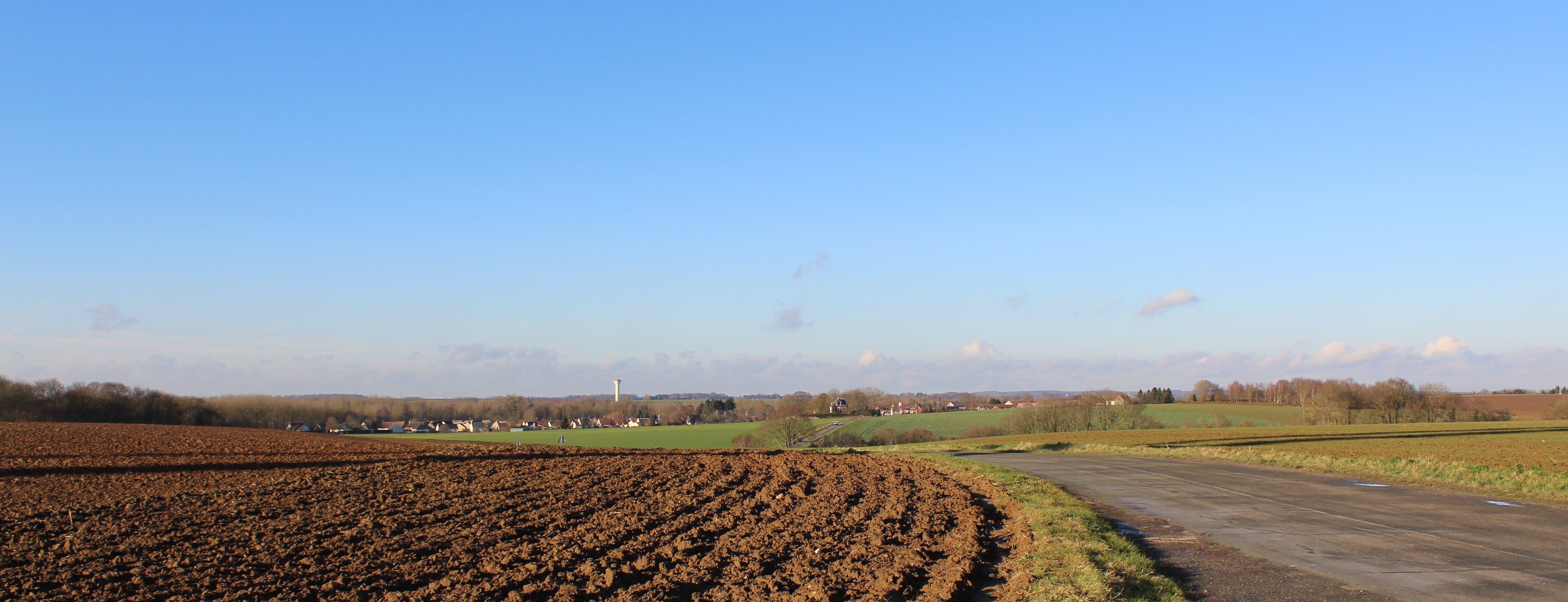
Vue générale depuis la route de Clastres.
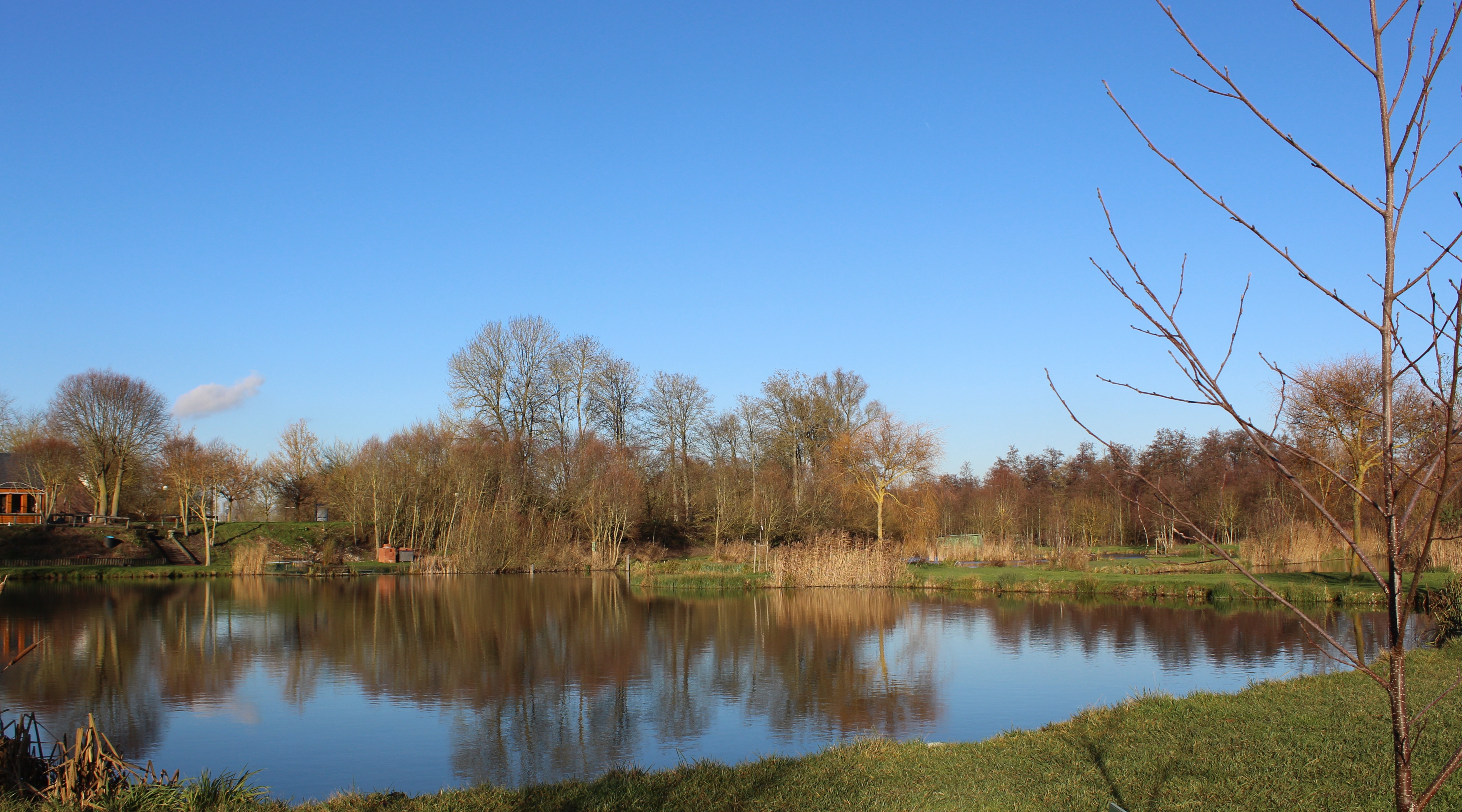
Vue des étangs.
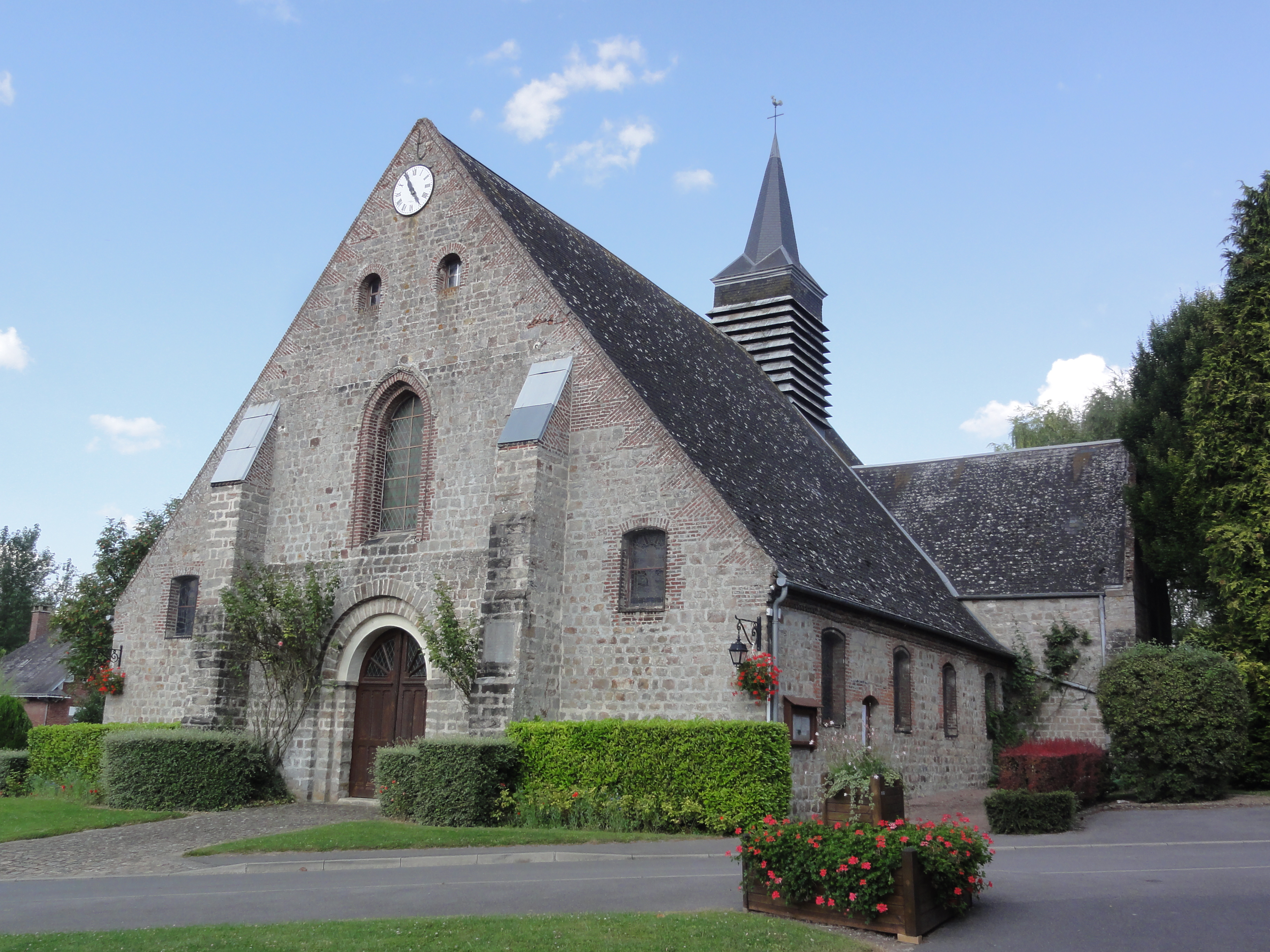
Église Saint-Martin.
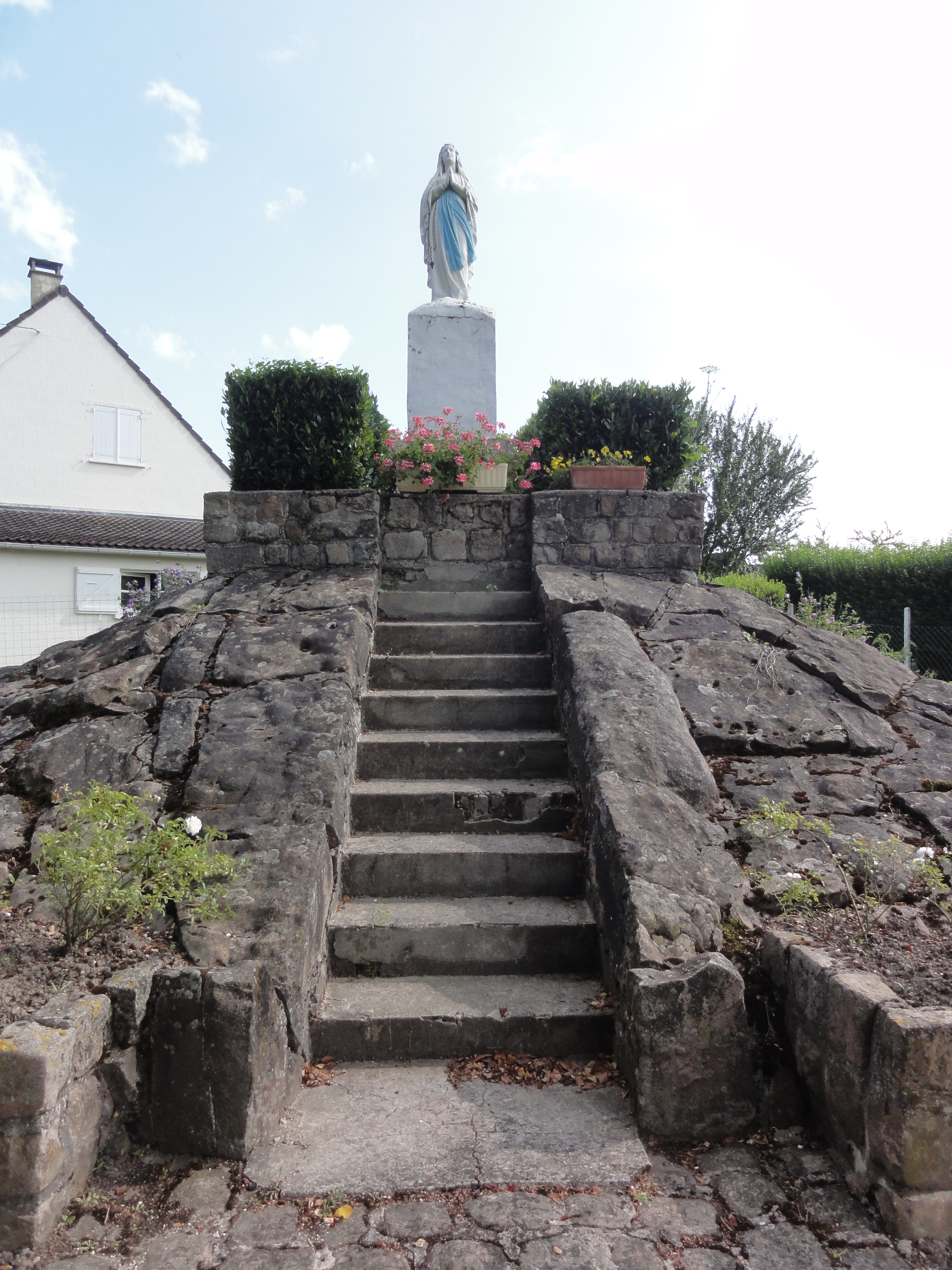
Statue de la Vierge.
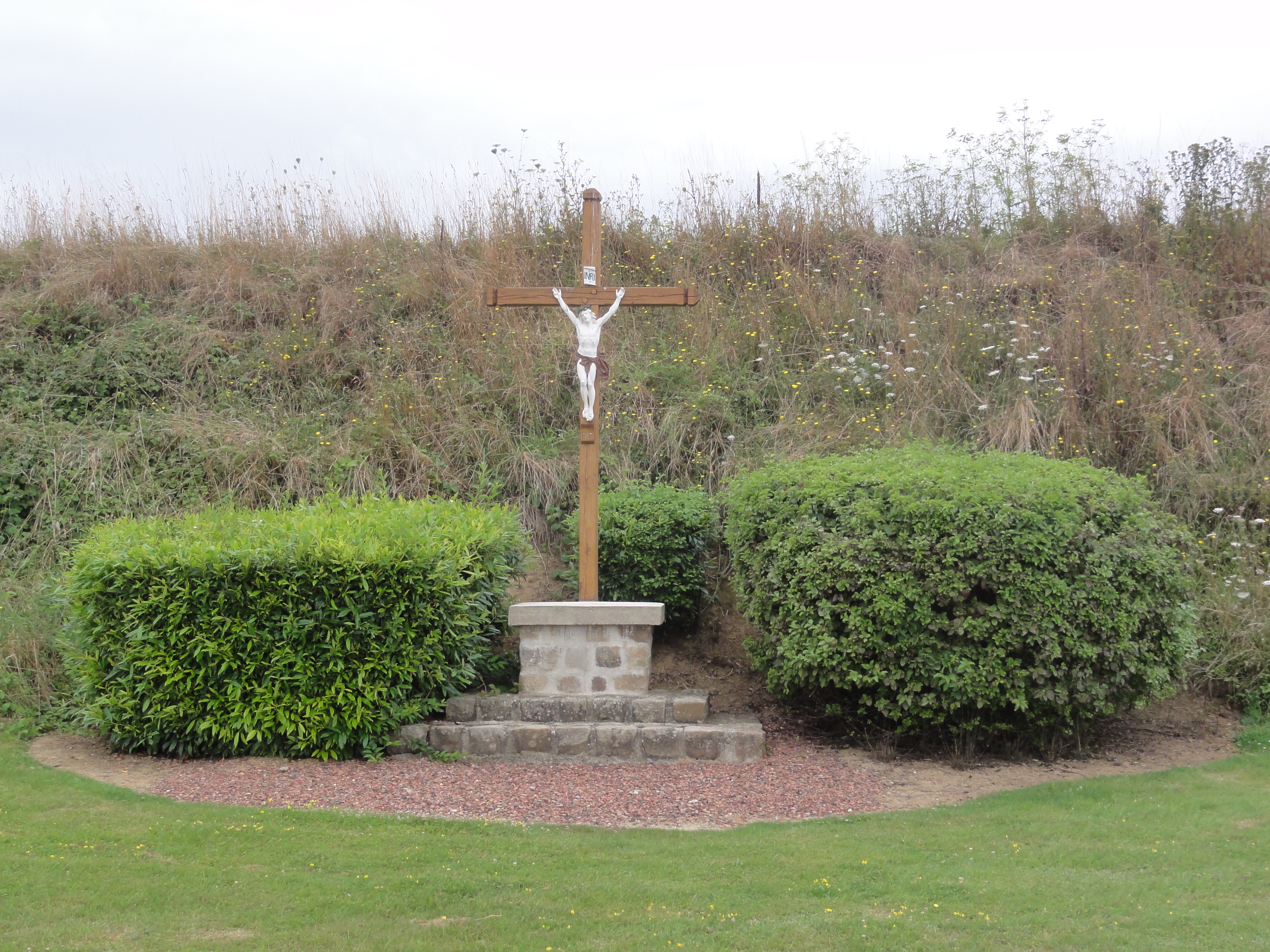
Croix de chemin au Hamel.
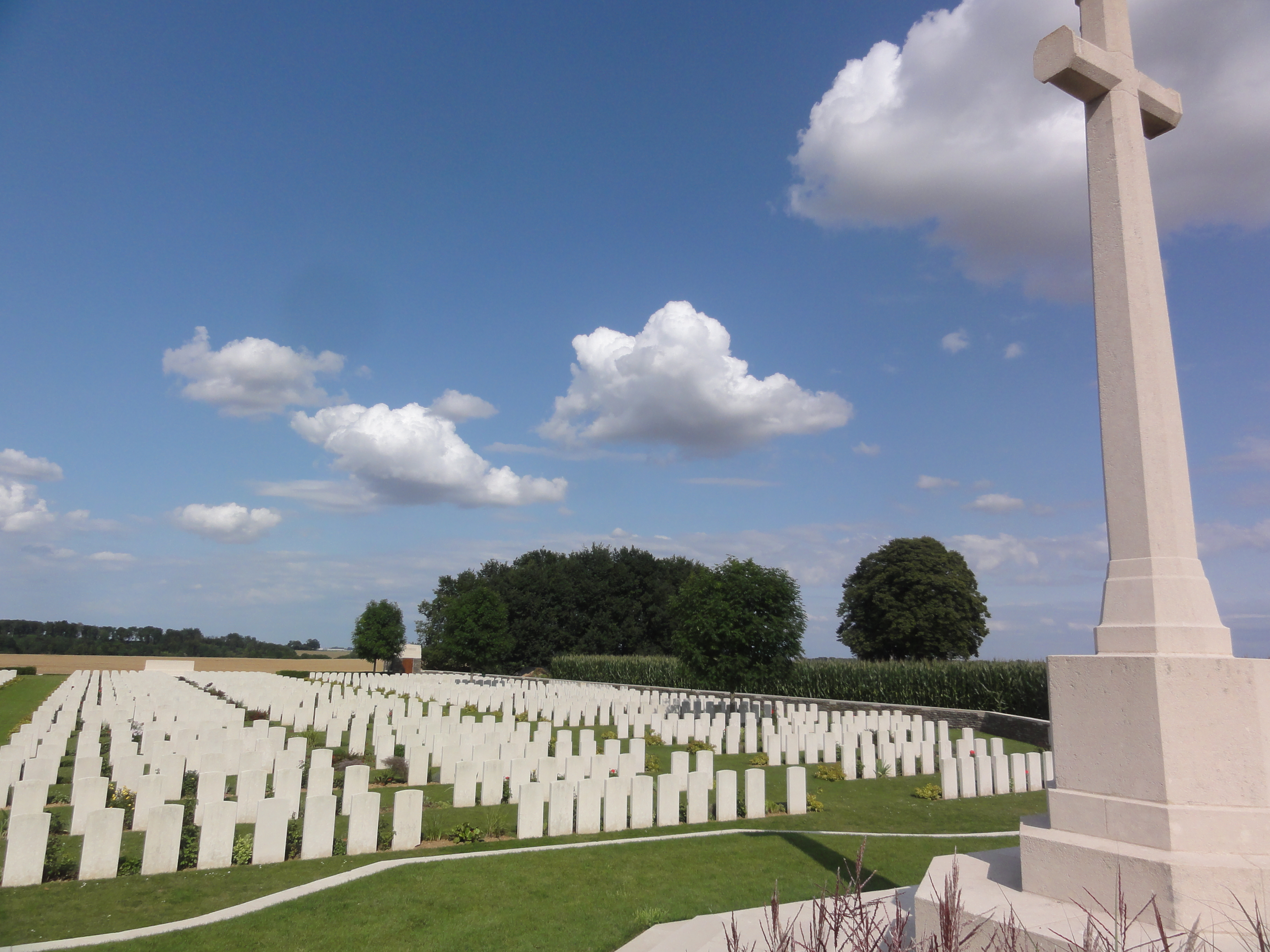
Grand Seraucourt British Cemetery.

### Héraldique
| Blason de Seraucourt-le-Grand | Blason  | De gueules aux trois chevrons de vair. |
| Blason de Seraucourt-le-Grand | Détails | L'Armorial de France indique ne pas connaître les couleurs du blason sculpté sur la façade de l'hôtel de ville. Le statut officiel du blason reste à déterminer. |